# Medicament

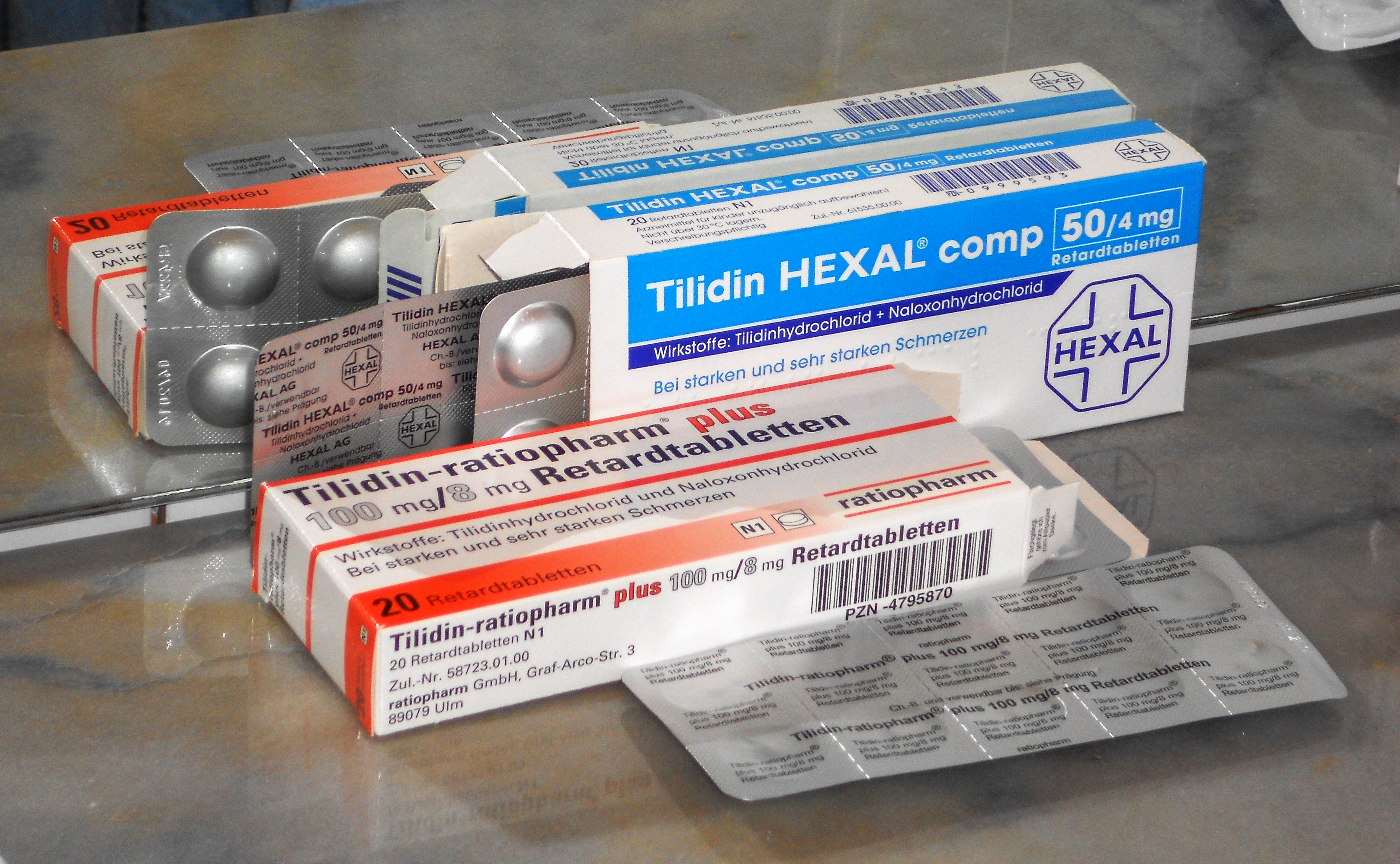
Metode de condiționare ale medicamentelor: comprimate cu eliberare prelungită (cu efect retard)

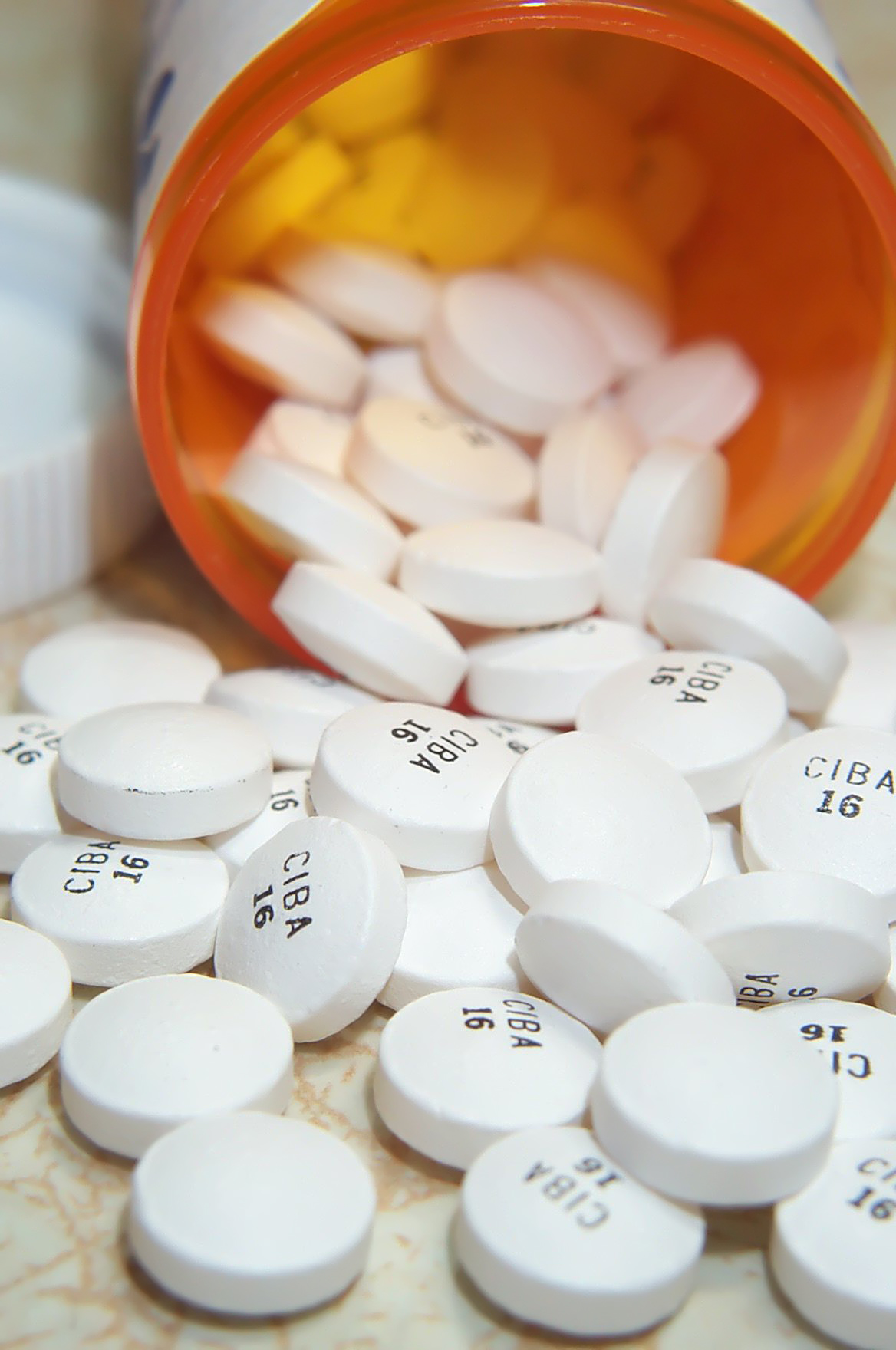
Metode de condiționare ale medicamentelor: comprimate (metilfenidat)

Un medicament este o substanță chimică sau un amestec de substanțe (împreună cu excipientul sau excipienții, fiind un produs complex) care este utilizat pentru tratamentul (curativ), prevenirea (profilactic) sau diagnosticarea unei anumite boli.
Pe de altă parte, substanța care este responsabilă de efectul terapeutic este denumită substanță medicamentoasă sau principiu activ, și trebuie făcută diferența dintre medicament și substanța cu efect terapeutic pe care acesta o conține. Știința care se ocupă cu studiul medicamentelor este denumită farmacologie, iar ramurile acesteia, precum sunt farmacocinetica și farmacodinamica, sunt esențiale pentru studiul comportamentului medicamentelor și a interacției acestora cu organismele vii.
Medicamentele se obțin pornind de la substanțe chimice sau de la produse de origine vegetală, animală sau umană; acestea sunt transformate în medicamente cu ajutorul unor operații farmaceutice, iar știința care se ocupă cu formularea acestora se numește tehnologie farmaceutică sau galenică.

## Definire
Pe teritoriul statelor Uniunii Europene, prin lege definiția medicamentului (engleză medicinal product) este::36
„a) orice substanță sau combinație de substanțe prezentate ca având proprietăți de tratare sau prevenire a bolilor umane
b) orice substanță sau combinație de substanțe care poate fi folosită la om sau îi poate fi administrată fie pentru restabilirea, corectarea sau modificarea funcțiilor fiziologice prin exercitarea unei acțiuni farmacologice, imunologice sau metabolice, fie pentru stabilirea unui diagnostic medical”
În România, legea nr. 95 din 14 aprilie 2006 prevede aceeași definiție pentru medicament.:176
Conform Organizației Mondiale a Sănătății, medicamentul este o substanță sau un produs destinat sau utilizat pentru studierea sau modificarea unui sistem fiziologic sau unei stări patologice, în interesul subiectului căruia i se administrează.

## Căi de administrare

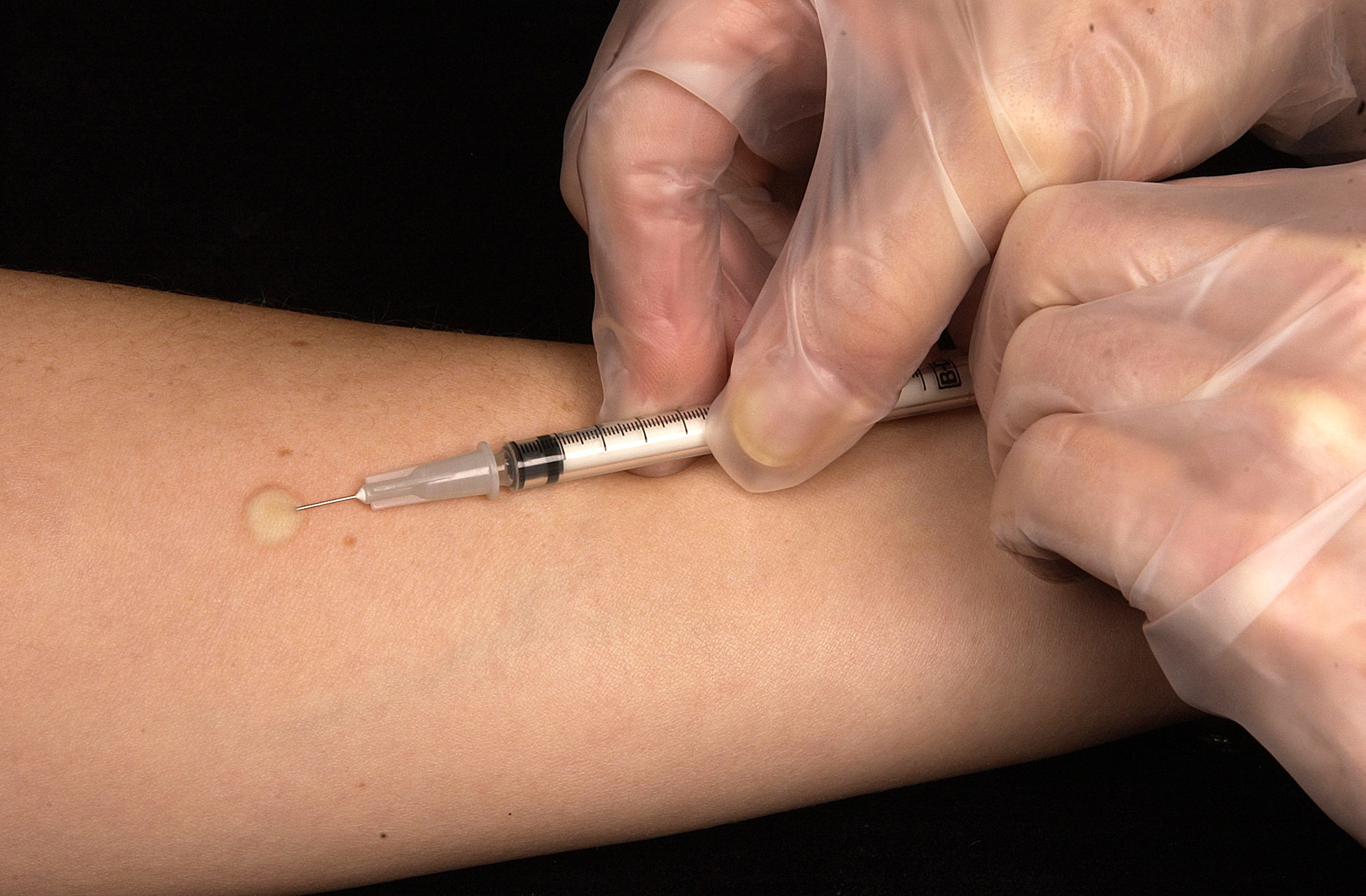
Testul de intradermoreacție la tuberculină; calea utilizată este cea intradermică (ID)

Pentru a putea fi absorbit în organism, medicamentul trebuie să fie administrat, iar administrarea este procesul prin care medicamentul ajunge în organism. Administrarea medicamentelor se realizează prin intermediul formelor farmaceutice. Există mai multe moduri de clasificare a căilor de administrare, de exemplu: căi enterale (administrare orală), căi parenterale (administrarea directă în torentul sanguin) și altele căi (intranazal, topic, inhalator, rectal, etc).
O altă metodă de clasificare a căilor de administrare este:
- căi naturale - calea orală, sublinguală, intrarectală, respiratorie, oculară, intravaginală, uretrală, cutanată;
- căi artificiale (injectabilă, parenterală), care se poate realiza:
  - la nivelul sistemului cardiovascular: intravenoasă, intraarterială, intracardiacă;
  - la nivelul seroaselor - calea intraseroasă: intraperitoneală, intrapleurală, intrapericardică, intraarticulară, intrarahidiană sau subarahnoidiană (LCR), intraventriculară (la nivelul ventriculilor cerebrali);
  - la nivelul țesuturilor:
    - calea extravasculară, care poate fi: subcutanată sau intramusculară;
    - calea intraosoasă (măduva oaselor spongioase, scurte sau late).

## Forme farmaceutice

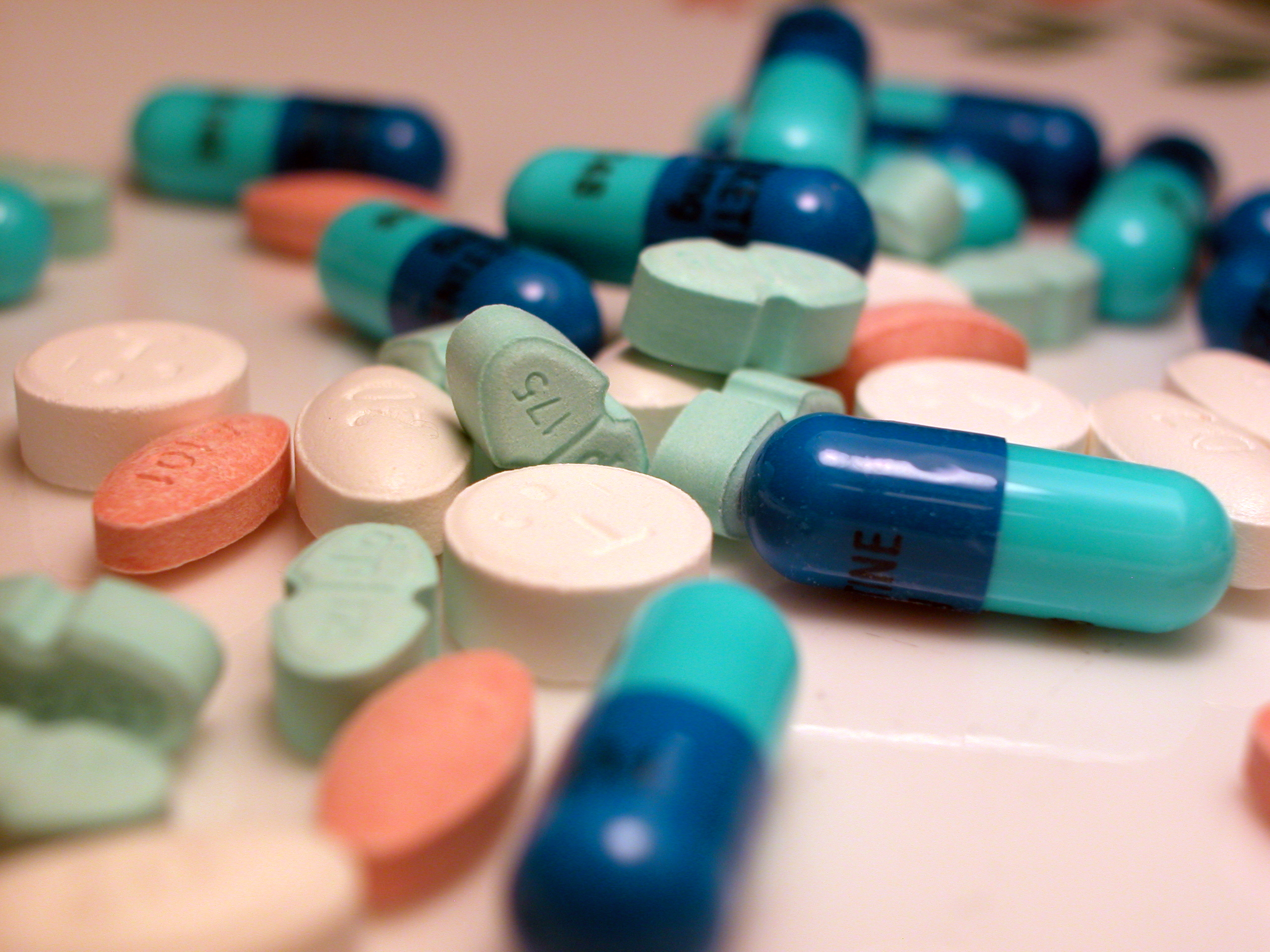
Forme farmaceutice de uz oral: comprimate, capsule

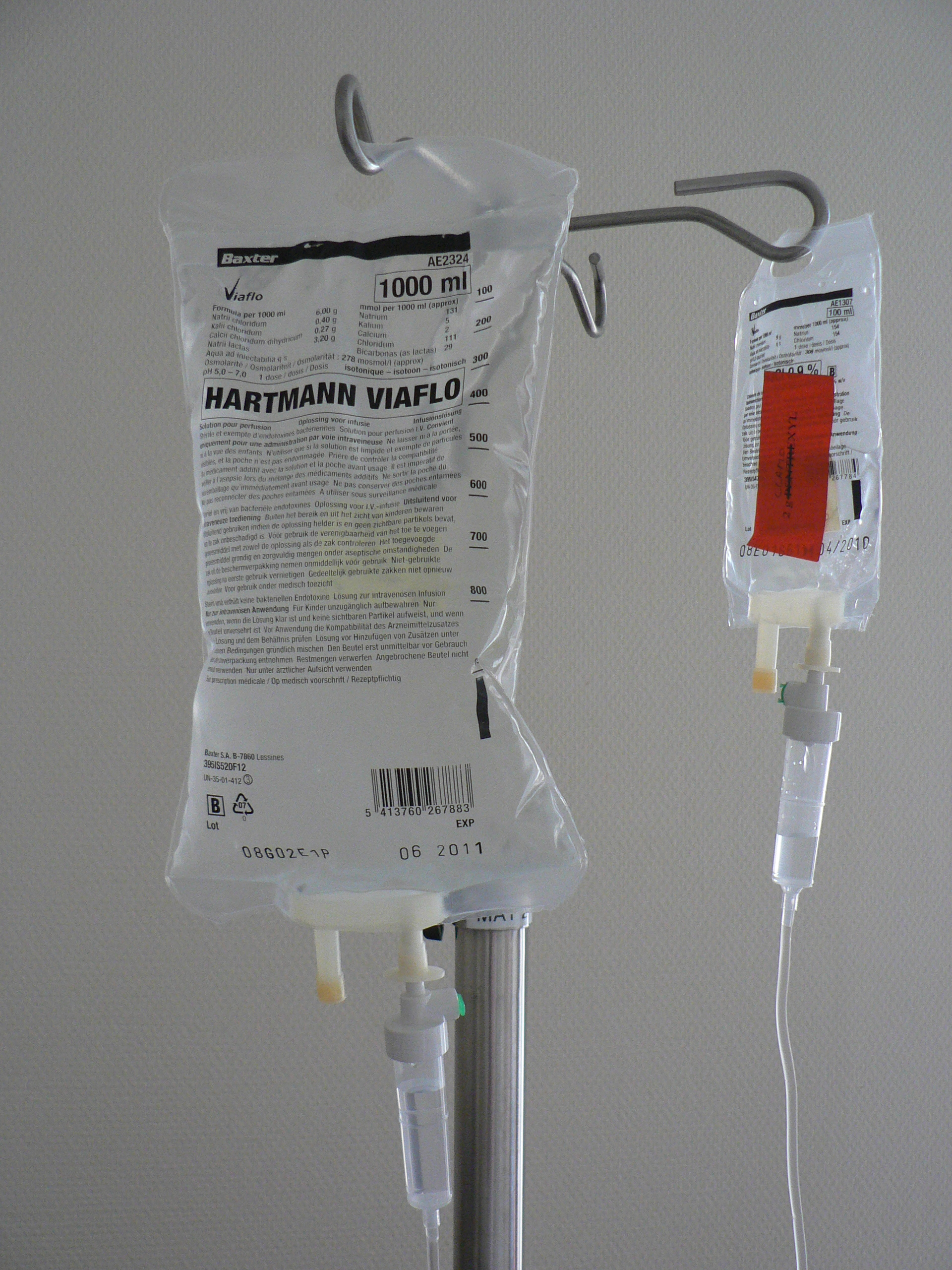
Forme farmaceutice de uz parenteral: perfuzie (injectare intravenoasă)

- orală: comprimate, capsule, siropuri, drajeuri, soluții

Comprimatele sunt obținute prin compresie, este o compoziție farmaceutică solidă care conține o cantitate predeterminată de ingredient activ. Medicamentul  cel mai utilizat pe scară largă este sub formă de tablete, comprimate. Pacientul nu are nevoie de cunoștințe aprofundate – se administrează cu un pahar mare de apă. Administrarea este în condiții de siguranță: conțin un compus activ bine definit, astfel permite o dozare exactă în condiții de siguranță.
Comprimate în organism
Odată ce introducem un comprimat în organism este inginerat de sistemul digestiv. Aici comprimatele se descompun sub influența enzimelor digestive și cu mișcarea peristaltică a intestinului – acest proces este dezintegrarea comprimatelor – astfel, substanțele active eliberate pot fi absorbite de mucoasă.
Influențarea absorbției este esențială pentru a obține efectul dorit al comprimatelor, precum și pentru reducerea reacțiilor adverse. Prin urmare, au fost dezvoltate comprimate așa-numite cu eliberarea prelungită (retard),  care se descompun în intestin (intestinosolvent), care se descompun
în stomac (gastrosolvent) și cu eliberare controlată.  Acestea sunt obținute în general prin metode de acoperire  (cu înveliș enteric care se dizolvă doar în intestin) sau cu alte metode alternative (tablete matrix sau sisteme de pompe osmotice).
De aceea este foarte important să citim prospectul, pentru că aceste medicamente speciale dacă le rupem în două sau le mestecăm, se deteriorează conținutul și nu se eliberează în mod așteptat substanța activă. Prin urmare, în cel mai bun caz, nu se obține efectul dorit. În alte cazuri, ingredientul activ eliberat mai rapid se absoarbe în cantitate mai mare și într-un timp mai scurt, astfel pot să apară simptome de supradozaj. Substanța activă dacă se absoarbe în părțile neadecvate ale sistemului gastro-intestinal (se deteriorează învelișul enteric) poate provoca leziuni în alte porțiuni ale tractului gastro-intestinal (stomac).
- cutanată: unguente, geluri, creme, soluții
- inhalatorie: soluție, spray
- vaginală: capsule, ovule, unguente
- rectală: supozitoare
- intravenoasă, intramusculară: soluții

## Clasificare
Există diverse criterii prin care se pot clasifica medicamentele. În primul rând, conform metodei de eliberare, medicamentele se pot elibera pe bază de prescripție medicală sau să nu necesite o rețetă la eliberare (over-the-counter). De asemenea, există o deosebire între substanțele medicamentoase de dimensiune mică (moleculele „mici”), de obicei de origine sintetică, și substanțele biofarmaceutice (proteine recombinante, vaccinuri, produse din sânge, anticorpi monoclonali, etc). Medicamentele se pot clasifica pe baza modului de acțiune, a căii de administrare, a formei farmaceutice sau a efectelor terapeutice induse. Un sistem foarte des utilizat este sistemul de clasificare anatomică, terapeutică și chimică, ce atribuite majorității medicamentelor un cod ATC. Organizația Mondială a Sănătății a publicat o listă a medicamentelor esențiale care nu ar trebui să lipsească dintr-un sistem medical.

### În funcție de aparate și sisteme
Medicamentele se pot utiliza pentru o acțiune la următoarele nivele sau funcții ale organismului:
Sistemul nervos centralanestezice generale, anestezice locale, sedative - hipnotice (benzodiazepine, barbiturice), stimulante psihomotorii, antipsihotice, medicația bolii Alzheimer, nootrope, antidepresive, antimaniacale, stabilizatoare ale dispoziției, anxiolitice, antiparkinsoniene, miorelaxante, analgezice opioide și antagoniști, tranchilizante, neuroleptice.
Sistemul autacoidhistamină și antihistaminice, serotonină, kinine, angiotensină, endotelină
Funcția hormonalăglucocorticoizi, mineralocorticoizi, hormoni tiroidieni și antitiroidiene, insulină, antidiabetice, glucagon, hormoni sexuali (estrogeni, progestative, testosteron, antiestrogeni, antiprogestative, antiandrogeni, gonadotropine), substanțe anabolizante
Metabolismcalciu și fosfați, reglatori ai homeostaziei minerale osoase (parathormon, vitamina D, calcitonină, glucocorticoizi, estrogeni), medicație pentru osteoporoză (bifosfonați, fluor)
Aparatul cardiovasculardigitalice și alte inotrop-pozitive (glicozizi digitalici, simpatomimetice, inhibitori ai fosfodiesterazei), vasodilatatoare pentru insuficiență cardiacă, antiaritmice, antianginoase (nitrați organici, β-blocante, blocante ale canalelor de calciu), antihipertensive (simpatolitice, vasodilatatoare directe, blocante ale canalelor de calciu, inhibitori ai sistemului renină-angiotensină-aldosteron, diuretice), medicație vasoactivă (vasodilatatoare, vasoconstrictoare)
Aparatul renaldiuretice, antidiuretice
Aparatul respiratorantiastmatice, antitusive, expectorante, decongestionante, bronhodilatatoare
Aparatul digestivantiulceroase, stimulante ale secrețiilor digestive, prokinetice, antispastice, antivomitive, antidiareice, laxative și purgative, medicație pentru boala Crohn
Sitemul circulatorantianemice, antitrombotice, hemostatice, hipolipidemiante
Aparatul genitalocitocice, tocolitice, medicație pentru disfuncția erectilă, contraceptive
Sistemul osteoarticularanalgezice, antipiretice, antiinflamatoare nesteroidiene, antireumatice specifice pentru poliartrită reumatoidă, medicație antigutoasă
Bolile infecțioasechimioterapice antimicrobiene, antibiotice antibacteriene (cu spectru larg, antileproase, antituberculoase), antivirale, antifungice, antiparazitare (antimalarice, antihelmintice, antiprotozoarice, amoebicide)
Boli neoplaziceanticanceroase, imunosupresive
Piele (dermatologie)dermatocorticoizi, topice antiinfecțioase, topice antiseptice, topice keratolitice, topice antiproliferative
Durereantiinflamatoare nesteroidiene, analgezice, opioide, anestezice locale
Ochi (oftalmologie)parasimpatomimetice, parasimpatolitice, simpatomimetice, simpatolitice, antiinfecțioase, antiseptice, glucocorticoizi, antiinflamatoare nesteroidiene, antihistaminice, decongestive, antiglaucomatoase
Dinți (stomatologie)antiinfecțioase
Pentru diagnosticmedii de contrast
Pentru intoxicațiiantidoturi

### Alte clasificări
- Medicament generic
- Medicament orfan
- Medicament biosimilar

## Situație legislativă

### Eliberare

#### Cu prescripție medicală (PRF)
PRF este abrevierea din limba engleză de la Prescription Record Form.
Se eliberează din farmacii doar pe bază de prescripție (rețetă) medicală. În general sunt medicamente care pot avea efecte adverse severe, mai ales dacă sunt administrate în mod irațional de către pacient și fără o supraveghere a evoluției bolii de către un medic. 
- exemplu: eliberarea propranololului nu este permisă fără prescripție medicală deoarece medicamentul administrat pentru hipertensiune arterială în doze ridicate poate produce bradicardie

Conform legislației din domeniul sanitar medicamentele cu prescripție medicală pot fi:
- compensate - un anumit procent din prețul medicamentului este asigurat de la bugetul de stat (de exemplu medicamentele antineoplazice)
- necompensate - prețul este suportat în întregime de pacient.

#### Fără prescripție medicală (OTC)
OTC este abrevierea din limba engleză de la Over The Counter.
Se eliberează din farmacii cu sau fără prescripție medicală. Din această categorie pot fi amintite: vitaminele, mineralele, analgezice ușoare (aspirină).

## Situație economică

### În România
În anul 2013, în România erau înregistrați 165 de producători de medicamente, cu o cifră de afaceri cumulată de 655 milioane euro.
În același timp, producția de medicamente în Europa era de peste 200 miliarde dolari anual, iar nivelul din România reprezenta doar 0,4% din total.
Cele mai mari state producătoare de medicamente erau Elveția (peste 30 miliarde dolari), Germania (peste 20 miliarde dolari), Marea Britanie (peste 20 miliarde dolari).
În Ungaria, producția totală era de peste 2,5 miliarde dolari, iar în Bulgaria de 150 milioane dolari.
În anul 2011, piața de medicamente era de 2,55 miliarde euro.
În primele 11 luni din anul  2011, cele mai vândute medicamente au fost algocalmin (10,9 milioane de unități), nurofen (9 milioane) și paracetamol (7,8 milioane).
În anul 2008, medicamentele cu cele mai mari vânzari au fost Neorecormon (insuficiență renală), Pegasys (hepatită), Preductal (cardio-vascular), Nurofen (analgezic), Zyprexa (schizofrenie).
În anul 2008, cei mai mari jucători din industria medicamentelor erau Roche, Sanofi-Aventis, GlaxoSmithKline.
În anul 2013, cele 1.600 de firme care aveau ca obiect de activitate distribuția de medicamente au realizat o cifră de afaceri cumulată de 23,4 miliarde lei (5,3 miliarde euro), în creștere cu 60% comparativ cu nivelul din 2008, cel mai bun an pentru economia românească.
Piața de medicamente în milioane euro:
- 2011: 2.550 [13]
- 2008: 1.818 [18][15]
- 2007: 1.828 [18]
- 2006: 1.550 [18]
- 2005: 1.270 [18]
- 2004: 960 [18]
- 2003: 600 [18]
- 2002: 611 [18]
- 2001: 563 [18]
- 2000: 473 [18]
- 1999: 401 [18]